# Pénfigo vulgar
El pénfigo vulgar es la forma clínica más común de pénfigo y representa un 85% del total. Caracterizada por la aparición de ampollas intraepidérmicas flácidas, que se originan por acantólisis, y erosiones localizadas en piel y mucosas.
También es conocida como Mal del Yacaré, en la alta Agurairá al noroeste de Paraguay.

## Etiología
Su causa es desconocida pero se sabe que es autoinmune pues los pacientes presentan autoanticuerpos IgG circulantes en sangre periférica dirigidos contra diferentes proteínas de los desmosomas, la unión del autoanticuerpo al antígeno rompe los desmosomas originando despegamiento de los queratinocitos. A este tipo de despegamiento se le denomina acantólisis.

## Patogenia
Se presenta como una erupción de vesículas y ampollas flácidas, que se rompen fácilmente, lo que origina áreas desnudas, erosionadas, dolorosas, con tendencia a sobreinfección. Las lesiones suelen iniciarse en mucosa oral, luego aparecen en cuero cabelludo y cara y progresan hacia cuello y parte superior de tronco. Puede haber erosiones en boca, nariz, laringe, faringe, vagina o cérvix. Es característico el signo de Nikolsky positivo (se producen ampollas al cabo de unas horas de friccionar la piel). También es frecuente la afectación ungueal, con paroniquia y onicólisis. Las lesiones curan sin dejar cicatriz a no ser que exista sobreinfección secundaria. 
Histológicamente se observan ampollas intraepidérmicas, por encima de la membrana basal, en el interior de la cual se aprecian queratinocitos sueltos, redondeados, flotando. El suelo de la ampolla está formado por una hilera de queratinocitos unidos a la membrana basal dando una imagen típica en “hilera de lápidas”. Puede observarse un infiltrado inflamatorio mixto en dermis.

## Tratamiento

### Medidas generales
Se toman cuidados tópicos de las lesiones mediante fomentos con sustancias astringentes. Se efectúa el manejo de los pacientes con lesiones extensas como si fuesen quemados, vigilando las sobreinfecciones y controlando los desequilibrios hidroelectrolíticos. 

### Medidas farmacológicas

#### Corticoides
Hoy en día los corticoides son uno de los tratamientos indicados en el pénfigo vulgar. Antes de la existencia de los corticoides la mortalidad por pénfigo era muy elevada, superior al 90%, reduciéndose al 33% conforme se generalizó su uso.
La dosis inicial se incrementa un 50% cada 4-7 días hasta que se consigue detener la aparición de nuevas lesiones. A partir de este momento la dosis se reduce de forma paulatina, hasta conseguir la dosis mínima suficiente de mantenimiento. Las dosis de corticoides que se utilizan en el pénfigo suelen causar múltiples efectos secundarios, entre los que destacamos osteoporosis, sangrado digestivo, hiperglucemia, hipertensión y favorecer el desarrollo de una sepsis. Es por esto, por lo que en la actualidad las guías indican, sobre todo en casos moderados y graves, la combinación de estos con inmunosupresores, anticuerpos monoclonales anti-CD20 o inmunoglobulinas intravenosas.

#### Rituximab
Se ha establecido que los anticuerpos monoclonales dirigidos contra el CD20, como el rituximab, son una alternativa eficaz a los esteroides en el tratamiento del pénfigo, pudiendo de esta manera evitar los efectos secundarios que producen estos a largo plazo. En el año 2017 un ensayo clínico probó una mayor efectividad de rituximab combinado con corticoides que solo corticoides. En el año 2018 la FDA aprobó el uso de rituximab para el tratamiento del pénfigo vulgar moderado-grave, siendo el primer tratamiento aprobado para esta indicación en 60 años. Desde entonces, este tratamiento se ha convertido en tratamiento de primera línea para formas moderadas y graves de pénfigo vulgar y pénfigo foliaceo.
Además del rituximab, otros fármacos anti-CD20 como ocrelizumab, ofatumumab y veltuzumab,  han demostrado su utilidad en el tratamiento del pénfigo vulgar en situaciones en las que este no se ha podido utilizar.